# Przegorzały
Przegorzały - một quận ở Kraków (Ba Lan), nằm cách  6,5 kilômét (4,0 mi) phía tây trung tâm thành phố. Ban đầu là một ngôi làng riêng biệt. Nơi này được đề cập lần đầu tiên vào năm 1162 với tư cách là tài sản của Chị em Norbertine. Przegorzały được những người chiếm đóng Đức Quốc xã sáp nhập vào thành phố Kraków vào năm 1941. Ngày nay, nó là một phần xa xôi của Quận Zwierzyniec, nhưng nhờ một số khu bảo tồn thiên nhiên, Przegorzały đã giữ được đặc tính bán nông thôn. Przegorzały nằm ở rìa của Wolski Woods, phía đông Bielany và phía tây của Kościuszko Mound, nhìn ra sông Vistula. Trong thời kỳ phát xít Đức 1939-1945, hơn một ngàn người (phần lớn là người dân tộc Ba Lan bị buộc tội liên quan đến kháng chiến chống phát xít) được cho là đã bị xử tử tại Przegorzały, tại nơi được gọi là Glinik Lưu trữ ngày 24 tháng 5 năm 2011 tại Wayback Machine  Lưu trữ ngày 24 tháng 5 năm 2011 tại Wayback Machine. 

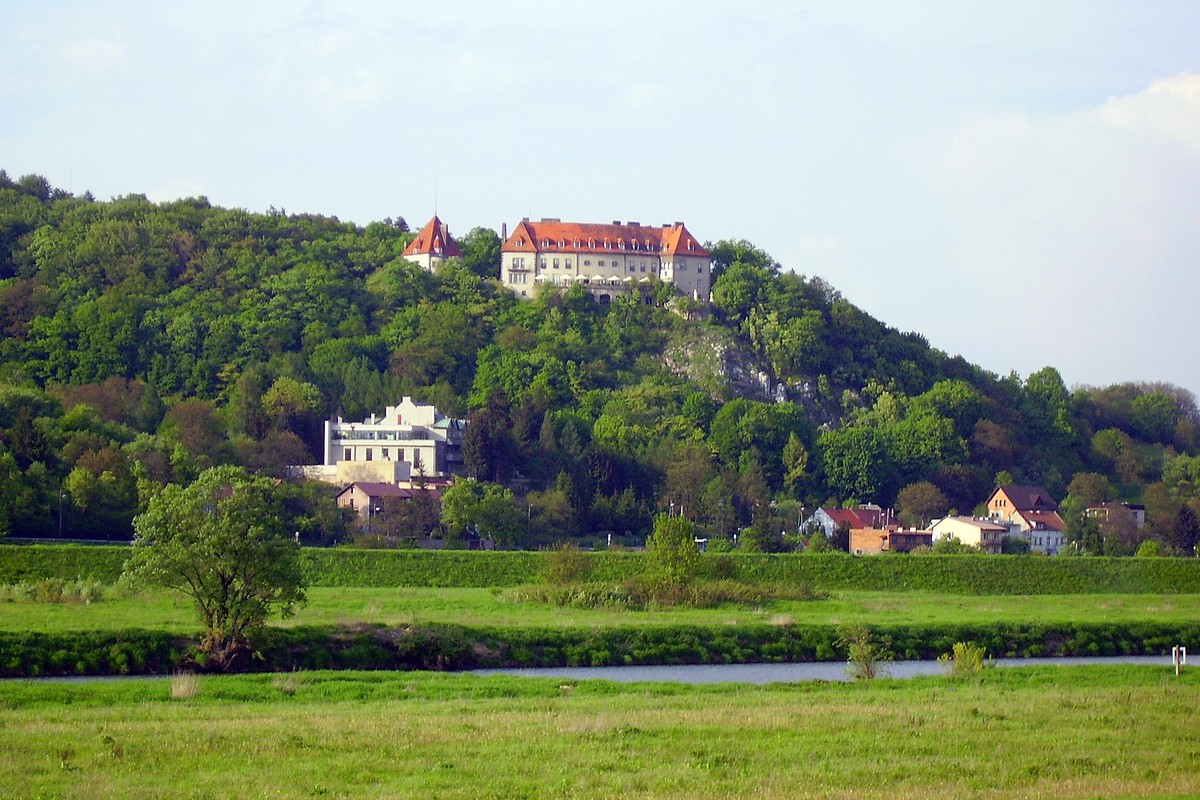
Quang cảnh Lâu đài và Bastion từ phía nam (bờ phải của Vistula)

Tòa nhà nổi tiếng nhất ở Przegorzały gọi là "Lâu đài" và "Pháo đài" liền kề. Cái mà ngày nay được gọi là "Pháo đài" được xây dựng bởi Nhà sử học nghệ thuật Ba Lan Adolf Szyszko-Bohusz là nơi ở riêng của ông vào những năm 1920, đặt tên là "Belvedere" theo tầm nhìn tuyệt đẹp của tòa nhà. Đức quốc xã chiếm đóng đã tịch thu tòa nhà đó và thêm "Tòa nhà Wbergberg " lớn hơn làm nơi ở cho các sĩ quan Otto Wächter và Luftwaffe. Hiện tại, đây là nơi tọa lạc của Viện nghiên cứu châu Âu của Đại học Jagiellonia và một nhà hàng.